# Tadeusz Antoni Porębski
Tadeusz Antoni Porębski (ur. 13 sierpnia 1894 w Przemyślu, zm. 24 maja 1970 w Londynie) – pułkownik Wojska Polskiego, doktor prawa, prezes Najwyższej Izby Kontroli na Uchodźstwie (1967–1970). Prezydent RP na uchodźstwie August Zaleski awansował go w 1964 na generała brygady

## Życiorys
Urodził się 13 sierpnia 1894 w Przemyślu w rodzinie Franciszka i Adeli Hallaun. Przed I wojną światową studiował prawo na Uniwersytecie Lwowskim i działał w Polskich Drużynach Strzeleckich. Od sierpnia 1914 roku do lipca 1917 roku pełnił służbę w 3 pułku piechoty Legionów, a później w Ewidencji przy cesarskiej i królewskiej Komendzie Legionów Polskich. 11 lutego 1917 roku został awansowany z sekcyjnego na plutonowego. Po kryzysie przysięgowym pełnił służbę w żandarmerii Polskiej Siły Zbrojnej.
Od listopada 1918 roku służył w Żandarmerii Polowej Wojska Polskiego. 18 grudnia 1918 roku szef Sztabu Generalnego, generał dywizji Stanisław Szeptycki awansował go z sierżanta na podchorążego. 25 września 1919 roku został mianowany z dniem 1 października 1919 roku podporucznikiem w żandarmerii. W lutym 1920 roku przeniesiony został z dowództwa Żandarmerii do Wydziału Organizacyjnego Oddziału I Sztabu Ministerstwa Spraw Wojskowych. 20 września 1920 roku został zatwierdzony z dniem 1 kwietnia 1920 roku w stopniu kapitana, w Korpusie Sądowym, w grupie oficerów byłych Legionów Polskich. Pełnił wówczas służbę w Departamencie VI Prawno-Wojskowym Ministerstwa Spraw Wojskowych. 1 czerwca 1921 roku pełnił służbę w Dowództwie Żandarmerii Wojskowej, a jego oddziałem macierzystym, jako oficera Korpusu Sprawiedliwości był Oddział VI Sztabu Ministerstwa Spraw Wojskowych.
W lutym 1922 roku został asystentem w Wojskowym Sądzie Okręgowym Nr IV w Łodzi. 3 maja 1922 roku został zweryfikowany w stopniu kapitana ze starszeństwem z 1 czerwca 1919 roku i 35. lokatą w korpusie oficerów sądowych. W październiku 1924 roku został asystentem w Najwyższym Sądzie Wojskowym w Warszawie. W październiku następnego roku otrzymał nominację na sędziego Wojskowego Sądu Okręgowego Nr I w Warszawie. 12 kwietnia 1927 roku awansował na majora ze starszeństwem z dniem 1 stycznia 1927 roku i 8. lokatą w korpusie oficerów sądowych. W październiku 1928 roku przeniesiony został do Departamentu Sprawiedliwości Ministerstwa Spraw Wojskowych, w którym objął stanowisko kierownika referatu w Wydziale Ogólnym. W kwietniu 1934 roku został prokuratorem przy Wojskowym Sądzie Okręgowym Nr I w Warszawie. 27 czerwca 1935 roku awansował na podpułkownika ze starszeństwem z dniem 1 stycznia 1935 roku i 4. lokatą w korpusie oficerów sądowych. Następnie został szefem Wojskowej Prokuratury Okręgowej w Warszawie. Na tym stanowisku pozostawał do 17 września 1939 roku.
Po kampanii wrześniowej 1939 roku, przez Rumunię, przedostał się do Francji. W styczniu 1940 roku objął stanowisko szefa Sądu Polowego Nr 1 w Paryżu. Jako sędzia zawodowy kierował rozprawą przeciwko generałowi brygady Ludomiłowi Rayskiemu (przewodniczył generał brygady Aleksander Narbutt-Łuczyński). Od lipca 1940 roku, po ewakuacji do Wielkiej Brytanii, powołany został na stanowisko szefa Sądu Polowego I Korpusu Polskiego. W czerwcu 1943 roku mianowany został szefem Morskiego Sądu Wojennego. 27 stycznia 1944 roku został awansowany na pułkownika w korpusie oficerów audytorów. W kwietniu 1944 roku otrzymał nominację na sędziego Najwyższego Sądu Wojskowego. Od sierpnia 1945 roku do stycznia 1947 roku był szefem Służby Sprawiedliwości Polskich Sił Zbrojnych na Zachodzie. Po demobilizacji zamieszkał w Londynie. Był członkiem Kolegium Najwyższej Izby Kontroli. Prezydent RP August Zaleski awansował go na generała brygady ze starszeństwem z 11 listopada 1964 roku w korpusie generałów. 1 marca 1967 roku Prezydent RP mianował go prezesem Najwyższej Izby Kontroli.
Zmarł 24 maja 1970 roku w Londynie. Pierwotnie został pochowany na cmentarzu Mortlake Cemetery. Jego prochy zostały sprowadzone do Polski i pochowane na cmentarzu Powązkowskim w Warszawie (kwatera 146a-6-8).
Był mężem Marii (1899–1974), ojcem Krystyny (1922–1978) i Stanisława (1924–2013).

## Ordery i odznaczenia
- Krzyż Komandorski z Gwiazdą Orderu Odrodzenia Polski (pośmiertnie, 1 czerwca 1970)[16]
- Krzyż Niepodległości (2 sierpnia 1931)[17]
- Krzyż Oficerski Orderu Odrodzenia Polski
- Krzyż Walecznych (czterokrotnie)
- Złoty Krzyż Zasługi (10 listopada 1928)[18]